# هنری ویلز
هنری ویلز (انگلیسی: Henry Wells; ۲۲ مارس ۱۸۹۸ – ۲۰ اکتبر ۱۹۷۳) فرد نظامی اهل استرالیا بود. وی همچنین برندهٔ جوایزی همچون نشان امپراتوری بریتانیا و نشان حمام شده‌است.